# Avery Williams
Avery Williams (Pasadena, 15 luglio 1998) è un giocatore di football americano statunitense che milita nel ruolo di cornerback per gli Atlanta Falcons della National Football League (NFL).

## Carriera

### Atlanta Falcons
Williams al college giocò a football alla Boise State University dove fu premiato come All-American. Fu scelto nel corso del quinto giro (183º assoluto) nel Draft NFL 2021 dagli Atlanta Falcons. Nella sua stagione da rookie mise a segno 19 tackle e un fumble forzato in 15 presenze, una delle quali come titolare.